# Andrew Yang
Andrew Yang (Schenectady, 13 de gener de 1975) és un empresari estatunidenc candidat demòcrata a les eleccions presidencials de 2020 dels Estats Units. És fundador de l'organització sense ànim de lucre Venture for America, per la qual rebrà reconeixement per part de la Casa Blanca en forma de nominacions com a «Campió de Canvi» i «Ambaixador Presidencial de l'Emprenedoria Global». Yang fundà i treballà en varies empreses emergents del 2000 el 2009.
Yang llançà la seva campanya per a la nominació demòcrata a les eleccions presidencials de 2020 el 6 de novembre 2017. Inicialment considerada un tir llarg, la seva campanya guanyà impuls en apareixent a programes i podcasts populars. La campanya és coneguda per la presència extensa en les xarxes socials dels seus seguidors, l'autobatejat «Yang Gang». El New York Times anomenà Yang «El Candidat Preferit de la Internet».
La campanya del Yang se centra en el «Freedom Dividend», una renda bàsica de $1,000 mensuals per cada adult estatunidenc. Yang argumenta que la renda bàsica és una resposta necessària al ràpid procés d'automatització, que està provocant dificultats en la mà d'obra i que ell atribueix com la causa principal per la victòria de Donald Trump en les eleccions presidencials del 2016. Yang aposta per «Medicare for All» i un «Capitalisme Centrat en l'Humà», entre més de 100 propostes addicionals.

## Campanya presidencial de 2020
Yang fou el segon candidat demòcrata a anunciar oficialment la seva candidatura presidencial, llançant-la el 6 de novembre 2017. Inicialment considerat un candidat menor per la premsa nacional, la seva campanya guanyà impuls gràcies a una aparença a The Joe Rogan Experience, un podcast presentat pel còmic estatunidenc Joe Rogan. La campanya continuà guanyant impuls, i Yang participà als primers sis debats presidencials del Partit Demòcrata.
Yang va suspendre la seva campanya el 12 de febrer 2020, anunciant «Soc un home de matemàtiques i els números diuen que no guanyaré».